# Mimus gundlachii
Mimus gundlachii là một loài chim trong họ Mimidae.